# ماهور (طراح)
ماهور (بالفارسية: ماهور) هي منطقة سكنية تقع في إيران في قسم طراح الريفي. يقدر عدد سكانها بـ 126 نسمة .